# 16 tháng 11
Ngày 16 tháng 11 là ngày thứ 320 (321 trong năm nhuận) trong lịch Gregory. Còn 45 ngày trong năm.

## Sự kiện

### Thế kỷ 6
- 534 – Phiên bản thứ hai (cũng là phiên bản cuối) của Codex Justinianus (Bộ luật Justinian) được xuất bản.

### Thế kỷ 14
- 1384 – Hedwig được tôn lên làm Quốc vương Ba Lan, dù chỉ là phụ nữ.

### Thế kỷ 16
- 1532 – Francisco Pizarro và binh lính của mình bắt được Hoàng đế Inca Atahualpa trong trận Cajamarca.

### Thế kỷ 17
- 1632 – Quốc vương Gustavus Adolphus của Thụy Điển bị giết trong Trận Lützen.

### Thế kỷ 18
- 1776 – Cách mạng Hoa Kỳ: Những lính thuê Hessian lấy Pháo đài Washington từ dân quân Mỹ.

### Thế kỷ 19
- 1821 – Tây Mỹ cổ: Nhà buôn Missouri William Becknell tới Santa Fe, New Mexico trên đường được gọi Đường Santa Fe sau đó.
- 1849 – Tòa Nga kết án Fyodor Mikhailovich Dostoevsky tử hình do những tác động chống chính phủ có liên quan với nhóm lao động trí óc cấp tiến; việc hành hình ông bị hủy bỏ vào đúng lúc.
- 1857 – Do Trợ cấp Lucknow, 24 lính Anh được tặng huy chương Victoria Cross, nhiều nhất trong một ngày.
- 1863 – Nội chiến Hoa Kỳ: Ở Trận Campbell's Station gần Knoxville, Tennessee, quân đội của các Tiểu bang Liên minh Hoa Kỳ tấn công quân đội Hoa Kỳ không thành công.
- 1885 – Louis Riel, người dẫn nổi loạn dân Métis và "Người cha của Manitoba", bị hành hình do tội phản quốc.
- 1893 – Đội thể thao Královské Vinohrady được thành lập. Sau đó, đội này đổi tên thành Sparta Prague.
- 1896 – Điện năng được truyền giữa hai thành phố lần đầu tiên từ Thác Niagara đến những nhà máy ở Buffalo, New York. (Xem "Chiến tranh Dòng điện".)

### Thế kỷ 20
- 1904 – John Ambrose Fleming chế đèn chân không.
- 1907 – Địa hạt Da đỏ và Địa hạt Oklahoma trở thành Oklahoma và được nhận vào Hoa Kỳ là tiểu bang thứ 46.
- 1914 – Ngân hàng Dự trữ Liên bang Hoa Kỳ mở cửa chính thức.
- 1920 – Hãng hàng không quốc gia Úc Qantas được thành lập tại Winton, Queensland.
- 1942 – Chiến tranh thế giới thứ hai: Chiến dịch Bó đuốc tại Bắc Phi kết thúc với thắng lợi của quân Đồng Minh.
- 1945 – Tổ chức Giáo dục, Khoa học và Văn hóa Liên Hợp Quốc (UNESCO) được thành lập.
- 1946 – Nhật Bản công bố danh sách 1850 "chữ Hán đương dụng", trong đó giản đơn hóa cách viết của nhiều chữ.
- 1988 – Chính trị gia Pakistan Benazir Bhutto là người phụ nữ đầu tiên được bầu chọn tự do trở thành người lãnh đạo chính phủ của một nhà nước Hồi giáo.
- 1994 – Công ước Liên Hợp Quốc về Luật biển bắt đầu có hiệu lực sau 12 năm từ khi bắt đầu được ký kết.

## Sinh
- 1717 - D'alembert, Jean le Roud, nhà toán học, nhà khoa học, triết gia và nhà văn người Pháp (m. 1783)
- 1836 - David Kalakaua of Hawaii, vua Hawaiian (m. 1891)
- 1847 - Edmund James Flynn, chính khách Canada (m. 1927)
- 1892 - Quách Mạt Nhược, nhà văn Trung Quốc (m. 1978)
- 1896 - Lawrence Tibbett, ca sĩ Mỹ (m. 1960)
- 1929 - Phan Đình Soạn, Thiếu tướng Quân lực Việt Nam Cộng hòa (m. 1972)
- 1941 - Nhạc sĩ Giao Tiên
- 1985 - Sanna Marin, thủ tướng Phần Lan
- 1986 - Nguyễn Thị Minh Nguyệt, cầu thủ bóng đá Việt Nam
- 2006 - Trần Danh Quang Huy, youtuber, vũ công người Việt Nam

## Những ngày lễ
- Ngày Quốc tế khoan dung
- Ngày Tuyên bố chủ quyền tại Estonia (1988).